# Michael Seater
Michael Seater (Toronto, Ontario; 15 de enero de 1987) es un actor canadiense. Estudió en la Escuela de Artes Etobicoke. Es conocido por su papel de Derek Venturi en la serie Life with Derek, transmitida por el canal Family en Canadá y por Disney Channel, Clan, Cartoon Network y Boing en España, y por su papel como Lucas Randall en El Colegio del Agujero Negro. 

## Vida personal
Se identifica como queer.

## Filmografía
| Año        | Título                                    | Papel                  | Notas                             |
| ---------- | ----------------------------------------- | ---------------------- | --------------------------------- |
| 1997       | Night of the Living                       | Zack                   | Cortometraje                      |
| 1998       | Future Fear                               | Young Denniel          | directo a vídeo                   |
| 1998       | Jonovision                                |                        | Serie de televisión; 1 episodio   |
| 1998       | Noddy                                     |                        | Serie de televisión; 1 episodio   |
| 1998       | Rescuers: Stories of Courage: Two Couples | Peter                  | Telefilm                          |
| 1999       | Twice in a Lifetime                       | Steven Stovall         | Serie de televisión; 1 episodio   |
| 1999       | Vanished Without a Trace                  | J. J.                  | Telefilm                          |
| 1999       | The Stone Skipper                         | Simon                  | Cortometraje                      |
| 1999       | Michelle and the Queen of Light           | Eli                    | Especial televisivo               |
| 1999       | Real Kids, Real Adventures                | Robby Naylor           | Serie de televisión; 1 episodio   |
| 2000       | Dirty Pictures                            | Ian                    | Telefilm                          |
| 2000       | Mattimeo: A Tale of Redwall               | Mattimeo               | Serie de televisión; solo voz     |
| 2001       | I Was a Rat                               | Pikey                  | Miniserie de televisión           |
| 2001       | The Zack Files                            | Spencer Sharpe         | Serie de televisión               |
| 2002-2006  | Strange Days at Blake Holsey High         | Lucas Randall          | Serie de televisión; 39 episodios |
| 2003       | On Thin Ice                               | Jason McCartle         | Telefilm                          |
| 2004       | Wild Card                                 |                        | Serie de televisión; 1 episodio   |
| 2005-2008  | Life with Derek                           | Derek Venturi          | Serie de televisión               |
| 2005       | The Prize Winner of Defiance, Ohio        | Bub Ryan a los 15 años | exhibición limitada               |
| 2005       | Cyber Seduction: His Secret Life          | Nolan Mitchell         | Telefilm                          |
| 2006       | Shades of Black: The Conrad Black Story   | Conrad Black joven     | Telefilm                          |
| 2006       | ReGenesis                                 | Owen                   | Serie de televisión; 5 episodios  |
| 2010- 2011 | 18 to life                                | Tom                    | Serie de televisión               |
| 2011       | Vacaciones con Derek                      | Derek Venturi          | Telefilm                          |